# Klemens Dunin-Kęplicz

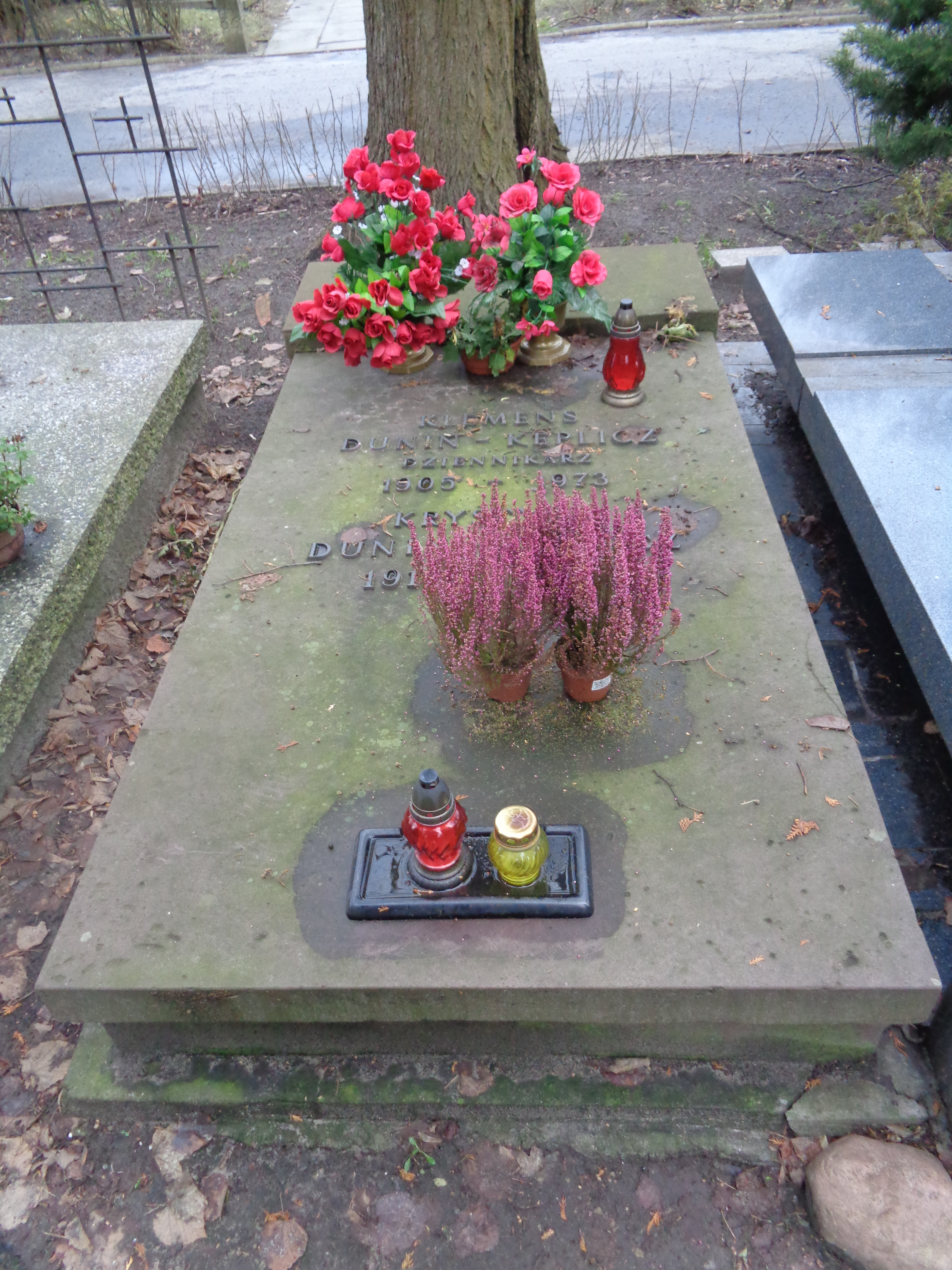
Grób Klemensa Dunina-Kęplicza na wojskowych Powązkach

Klemens Dunin-Kęplicz ps. Muś (ur. 27 lipca 1905 w Wiedniu, zm. 16 października 1973 w Warszawie) – polski prawnik, dziennikarz, publicysta, pisarz, tłumacz i nauczyciel akademicki w Szkole Głównej Służby Zagranicznej oraz na Uniwersytecie Warszawskim.

## Życiorys
Urodził się 27 lipca 1905 roku w Wiedniu. Studiował prawo w Krakowie. W 1927 podjął pracę dziennikarza w Ilustrowanym Kuryerze Codziennym (m.in. w 1931 w Pałacu Prasy w Krakowie uczestniczył w wizycie prezesa organizacji syjonistycznej działającej w Niemczech Kurta Blumenfelda, a w 1934 roku przeprowadził wywiad z niemieckim ministrem propagandy i oświecenia publicznego Josephem Goebbelsem). W 1936 został redaktorem naczelnym warszawskiej agencji Express. W czasie II wojny światowej żołnierz polski na Zachodzie. W latach 1942–1945 był zastępcą szefa Polskiej Agencji Telegraficznej w Londynie. Był pierwszym redaktorem naczelnym Dziennika Żołnierza w Szkocji, jednak niedługo po objęciu funkcji zrezygnował. W 1945 wrócił do Polski, ale zdecydował się na emigrację.
W latach 1945–1949 attaché prasowy w Ambasadzie RP w Londynie. Wrócił na stałe do Polski. Został redaktorem gazety Polskie fakty i liczby. Edytował białą księgę Polska, Niemcy i pokój w Europie. Publikował artykuły w gazetach tj. Świat i Polska, Rzeczpospolita, Kuźnica czy Sprawy Międzynarodowe. Od 1954 pracował w Polskim Instytucie Spraw Międzynarodowych. Następnie podjął pracę w zagranicznej redakcji Polskiego Radia. Później był zastępcą dyrektora Interpressu. Długoletni przewodniczący Klubu Publicystów Międzynarodowych Stowarzyszenia Dziennikarzy Polskich. Był wykładowcą w Szkole Głównej Służby Zagranicznej oraz na Uniwersytecie Warszawskim. Razem z Irminą Ossowską współpracował z redaktorką Natalią Karpowską przy tłumaczeniu historii Polski na język angielski i język francuski.
Zmarł 16 października 1973 w Warszawie w wieku 68 lat. Został pochowany na Cmentarzu Wojskowym na Powązkach w Warszawie (A35-1-5).

## Publikacje
Autor 23 prac w 50 publikacjach w 4 językach.

## Życie prywatne
W 1948 roku w Marylebourne w Wielkiej Brytanii ożenił się z Krystyną Moniką Szerer (1910-1991), córką Mieczysława Szerera (sędzia Sądu Najwyższego w latach 1945-1962).